# Antoine Bernede
Antoine Bernede (* 26. Mai 1999 in Paris) ist ein französischer Fußballspieler. Der Mittelfeldspieler steht beim FC Lausanne-Sport unter Vertrag und ist aktuell an Hellas Verona verliehen.

## Karriere

### Verein
Bernede wurde in Paris geboren und begann dort mit acht Jahren beim FC Solitaires Paris-Est im nordöstlichen 19. Arrondissement mit dem Fußballspielen. 
Als 13-Jähriger nahm ihn der Vorortklub Paris Saint-Germain unter Vertrag und der Mittelfeldspieler wurde anschließend in dessen Nachwuchsleistungszentrum ausgebildet. Bereits als 17-Jähriger kam Bernede in der UEFA Youth League für die U19 des Vereins zum Einsatz, konnte mit dieser aber lediglich in der Saison 2015/16 bis ins Finale vorstoßen, wo man gegen den FC Chelsea verlor. 2016 wurde er als zweitbester Spieler der Pariser Juniorenabteilung ausgezeichnet.
In der Saison 2017/18 der Ligue 1 stand er zweimal im Kader der ersten Mannschaft, ohne jedoch eingesetzt zu werden. Am 4. August 2018 spielte er erstmals als Profi und gewann mit PSG den französischen Supercup. In der Liga stand er dann jeweils am 1. und 2. Spieltag der Spielzeit 2018/19 in der Startelf.
Ohne weitere Einsätze verließ der Franzose im Februar 2019 seinen Heimatklub und wurde an den österreichischen Bundesligisten FC Red Bull Salzburg verkauft, mit dem er am Ende der Spielzeit das Double aus Meisterschaft und Pokal holte. Bis Saisonende kam er dreimal in der Liga zum Einsatz. In der Saison 2019/20 holte er mit Salzburg wieder das Double, einen großen Teil der Spielzeit verpasste er aber verletzt. Insgesamt kam er bis Saisonende in 15 Pflichtspielen zum Zug. In der Saison 2020/21 gewann er mit dem Team zum dritten Mal in Folge das Double, nachdem er fast den gesamten Herbst verletzt verpasst hatte, war Bernede im Frühjahr gesetzt und absolvierte insgesamt 19 Ligaspiele. Unter Matthias Jaissle, der eine Raute spielen ließ, kam der Franzose in der Saison 2021/22 dann primär als Einwechselspieler zum Einsatz und machte insgesamt 21 Pflichtspiele. Salzburg holte abermals das Double.
In der Saison 2022/23 war er bis zur Winterpause dann nur noch Reservist und kam zu zwei Kurzeinsätzen in der Liga, sonst stand er nicht ein Mal im Kader. Daraufhin wechselte er im Januar 2023 leihweise zum Schweizer Zweitligisten FC Lausanne-Sport. Für Lausanne kam er zu 17 Einsätzen in der Challenge League, mit dem Team stieg er zu Saisonende in die Super League auf. Im Anschluss daran wurde er im Juni 2023 fest verpflichtet und erhielt einen bis 2026 laufenden Vertrag in der Schweiz.
Anfang Februar 2025 wechselte Bernede leihweise für die restliche Saison in die italienische Serie A zu Hellas Verona.

### Nationalmannschaft
Bernede ist mehrfacher französischer Juniorennationalspieler.

## Erfolge
Paris Saint-Germain
- Französischer Supercup-Sieger: 2018

FC Red Bull Salzburg
- Österreichischer Meister: 2019, 2020, 2021, 2022, 2023
- Österreichischer Cup-Sieger: 2019, 2020, 2021, 2022